# Kooperationsverbot
Das Kooperationsverbot ist in Deutschland ein politisches Schlagwort in der Bildungspolitik. Es beschreibt zuspitzend die grundgesetzliche Regelung, dass der Bund keinen Einfluss auf die Schulpolitik der Länder ausüben darf, insbesondere nicht durch die Finanzierung von Bildungsmaßnahmen.

## Hintergrund
Bildung fällt wegen Artikel 30 des Grundgesetzes in die Kulturhoheit der Länder. Hintergrund ist, dass nach den Erfahrungen mit der zentralen Bildungsverwaltung in Deutschland bis 1945 die Schöpfer von Grundgesetz und Bundesrepublik mit deutlich mehr beteiligten Menschen und Verwaltungen einen Missbrauch des Bildungssystems erschweren wollten. Über finanzielle Zuschüsse konnte der Bund jedoch historisch auf die Bildungspolitik Einfluss nehmen. So förderte z. B. die Rot-Grüne Bundesregierung mit dem „Investitionsprogramm Zukunft Bildung und Betreuung“ den Ausbau von Ganztagsschulen mit 4 Milliarden € zwischen 2003 und 2009.
Um die Abhängigkeiten zwischen Bund und Ländern zu entflechten, hat nach langen Diskussionen 2006 der Bundestag mit Zweidrittelmehrheit, also auch mit den Stimmen von Union und SPD, die Föderalismusreform 2006 beschlossen. Während die Unionsparteien hier eine konsequente Trennung der Aufgaben auch im Bildungsbereich forderten (was einen völligen Rückzug des Bundes aus diesem Gebiet bedeutet hätte), sprachen sich nennenswerte Teile der SPD gegen ein solches „Kooperationsverbot“ aus.
In der Föderalismusreform wurde ein Kompromiss gefunden. Artikel 91b des Grundgesetzes erlaubte nun weiterhin Bund-Länder-Zusammenarbeit auf dem Gebiet der Forschungsförderung mit „Zustimmung aller Länder“. Im Schulbereich war die Kompromissformulierung: „Bund und Länder können auf Grund von Vereinbarungen zur Feststellung der Leistungsfähigkeit des Bildungswesens im internationalen Vergleich und bei diesbezüglichen Berichten und Empfehlungen zusammenwirken.“

## Weitere Diskussion
Da der Bund über weit größere Mittel verfügt als die Länder und die meisten Bundestagsparteien für ihren Wahlkampf gerne Bildungsfragen aufgreifen, wird regelmäßig von verschiedenen Seiten ein Recht des Bundes gefordert, sich an Bildungsangelegenheiten beteiligen zu können.
Die Bundestagsfraktion Die Linke forderte die Bundesregierung im Dezember 2015 in einem Antrag auf, einen Gesetzentwurf zur Änderung des Grundgesetzes vorzulegen, durch den das Kooperationsverbot zwischen Bund und Ländern in der Bildung aufgehoben wird. Im November 2017 stellte Die Linke einen ähnlichen Antrag zur Aufhebung des Kooperationsverbots im Bundestag.
Im August 2017 forderte der SPD-Vorsitzende und damalige Kanzlerkandidat Martin Schulz als ein zentrales Thema in seinem Bundestagswahlkampf, das bisher geltende Kooperationsverbot grundsätzlich aufzuheben. Unterstützung dafür erhielt er von den SPD-geführten Bundesländern.
Auch die FDP fordert Veränderungen am Kooperationsverbot in der Bildungspolitik zugunsten des Bundes. Im November 2017 hat der FDP-Vorsitzende Christian Lindner Bedauern darüber geäußert, dass er diese in den Sondierungsgesprächen zwischen Union, Grünen und FDP über die Bildung einer Bundesregierung nicht durchsetzen konnte.
Die Grünen im Bundestag sprachen sich bereits 2006 gegen das Kooperationsverbot aus. Im November 2017 bekräftigte der Grünen-Bundestagsabgeordnete Kai Gehring in einer Rede diese Position. Winfried Kretschmann, der grüne Ministerpräsident von Baden-Württemberg, hatte sich im Mai 2017 jedoch dafür ausgesprochen, das Kooperationsverbot beizubehalten. Stattdessen solle der Bund den Ländern mehr Mittel für die Bildung zukommen lassen, ohne Mitspracherecht an deren Bildungspolitik zu erhalten.
Bei der durch den Antrag der Linksfraktion ausgelösten Debatte im Bundestag zur Abschaffung des Kooperationsverbots am 22. November 2017 sprachen sich Vertreter von Die Linke, SPD, FDP und Grünen für die Abschaffung aus, jene von CDU und AfD dagegen.

## Digitalpakt Schule
Im Rahmen des Digitalpakts Schule will der Bund ab 2019 Milliardensummen für Digitaltechnik wie Tablets und WLAN für die Schulen ausgeben. Daneben will der Bund künftig außerdem Milliardensummen für Wohnungsbau und Nahverkehr zahlen. Da dies Ländersache ist, stimmte der Bundestag Ende November 2018 mit Zustimmung aller Fraktionen außer der AfD für eine Änderung der Artikel 104c, 104d, 125c und 143e des Grundgesetzes. Am 15. März 2019 stimmte der Bundesrat in seiner 975. Sitzung der Grundgesetzänderung einstimmig zu.

## Presse
- Albert Funk / tagesspiegel.de 19. Mai 2017: Norbert Lammert regt die SPD auf